# Robert Caro
Robert Allan Caro (Nueva York, 30 de octubre de 1935) es un periodista, historiador y biógrafo estadounidense, conocido por sus biografías de figuras políticas estadounidense como Robert Moses y Lyndon B. Johnson.
Tras trabajar durante muchos años como reportero, Caro escribió The Power Broker (1974), una biografía del urbanista neoyorquino Robert Moses, que fue escogida por la Modern Library como uno de los 100 mejores libros de no ficción en el siglo XX. Desde entonces, ha escrito cuatro de los cinco volúmenes planeados de la colección The Years of Lyndon Johnson (1982, 1990, 2002, 2012), una detallada biografía del presidente Lyndon Johnson y de su tiempo. Por sus trabajos, Caro ha sido descrito como «el biógrafo mas influyente del último siglo».
Caro tiene una reputación de investigador exhaustivo y detallista,ofreciendo una visión muy contextualizada y análisis detallados en sus biografías. Ha receibido dos premios Pulitzer (incluyendo uno por carrera destacada), el premio Francis Parkman (otorgado por la Society of American Historians al libro que "mejor ejemplifica la unión del historiador y el artista"), tres National Book Critics Circle Awards, el premio Mencken a mejor libro, el premio Carr P. Collins del Texas Institute of Letters, el D.B. Hardeman Prize, y una medalla de oro por la Academia Americana de las Artes y las Letras. En el 2010 el presidente Barack Obama le otorgó con la Medalla Nacional de las Humanidades.

## Biografía
Caro nació en la ciudad de Nueva York, hijo de padres judíos: Celia (de soltera Mendelow), también nacida en Nueva York, y Benjamin Caro, nacido en Varsovia. Creció en Central Park West, en la calle 94. Su padre, un hombre de negocios hablaba yiddish además de inglés, pero no hablaba ninguno de los dos muy a menudo: era "muy callado", dijo Caro, y lo fue aún más después de que la madre de Caro muriera, tras una larga enfermedad, cuando Robert tenía 12 años. El deseo de su madre en el lecho de muerte fue que asistiera a la Horace Mann School, una exclusiva escuela privada en el vecindario de Riverdale en El Bronx. Como estudiante allí, Caro tradujo una edición del periódico de su escuela al ruso y envió por correo 10.000 ejemplares a estudiantes de la URSS. Graduado en 1953, ingresó en la Universidad de Princeton, donde se especializó en inglés. En Princeton fue director editorial de The Daily Princetonian, el periódico estudiantil dirigido en aquél momento por Johnny Apple, más tarde destacado redactor de The New York Times.
Sus escritos, tanto en clase como fuera de ella, habían sido extensos desde sus años en Horace Mann. Un relato corto que escribió para The Princeton Tiger, la revista de humor de la escuela, ocupaba casi un número entero. Su tesis de 235 páginas sobre el existencialismo en Hemingway, titulada "Heading Out: A Study of the Development of Ernest Hemingway's Thought", era tan larga que, según Caro, el departamento de inglés de la universidad estableció una extensión máxima para las tesis de sus estudiantes. Se graduó cum laude en 1957.
Según un perfil publicado en 2012 en la The New York Times Magazine, "Caro dijo que ahora piensa que Princeton, que eligió por sus fiestas, fue uno de sus errores, y que debería haber ido a la Harvard. Princeton a mediados de la década de 1950 no era conocida por ser hospitalaria con la comunidad judía, y aunque Caro dice que él personalmente no sufrió antisemitismo, vio a muchos estudiantes que sí lo hicieron." Tenía una columna deportiva en el Princetonian y también escribía para la revista de humor Princeton Tiger.
Caro comenzó su carrera profesional como reportero en el New Brunswick Daily Home News (ahora fusionado en el Home News Tribune) de Nueva Jersey. Se tomó un breve permiso para trabajar como publicista para el partido Demócrata del condado de Middlesex. Dejó la política tras un incidente en el que acompañaba al presidente del partido local a los colegios electorales el día de las elecciones. Un agente de policía informó al presidente del partido de que algunos afroamericanos que Caro vio siendo introducidos en un furgón policial, bajo arresto, eran observadores electorales que "les habían estado dando algunos problemas". Caro dejó la política allí mismo. "Todavía pienso en ello", recordaba en el perfil de 2012 de Times Magazine. "No fue el descaro de la policía lo que me causó tanta impresión. Fue la – mansedumbre no es la palabra adecuada – la aceptación de aquella gente de lo que estaba ocurriendo."
Tras matricularse brevemente en el programa de doctorado de inglés de la Universidad de Rutgers (donde trabajó como ayudante de cátedra), pasó a trabajar seis años como reportero de investigación en el periódico de Long Island Newsday. Uno de los artículos que escribió fue una larga serie sobre por qué la propuesta de construcción de un puente en el estuario del Long Island Sound desde Rye hasta Oyster Bay, defendido por Robert Moses, era desaconsejable, ya que requería pilares tan grandes que alterarían el flujo de las mareas en el estrecho, entre otros problemas. Caro creía que su trabajo había influido incluso en el poderoso gobernador del estado Nelson Rockefeller para que reconsiderara la idea, hasta que vio cómo la Asamblea estatal votaba abrumadoramente a favor de aprobar una medida preliminar para el puente.
"Ese fue uno de los momentos de transformación de mi vida", dijo Caro años después. Le llevó a pensar en Moses por primera vez. "Me subí al coche y conduje de vuelta a Long Island, y no dejaba de pensar: 'Todo lo que has estado haciendo es una tontería. Has estado escribiendo bajo la creencia de que el poder en una democracia viene de las urnas. Pero aquí tienes a un tipo que nunca ha sido elegido para nada, que tiene el poder suficiente para dar la vuelta a todo el estado, y no tienes ni la menor idea de cómo lo ha conseguido'"

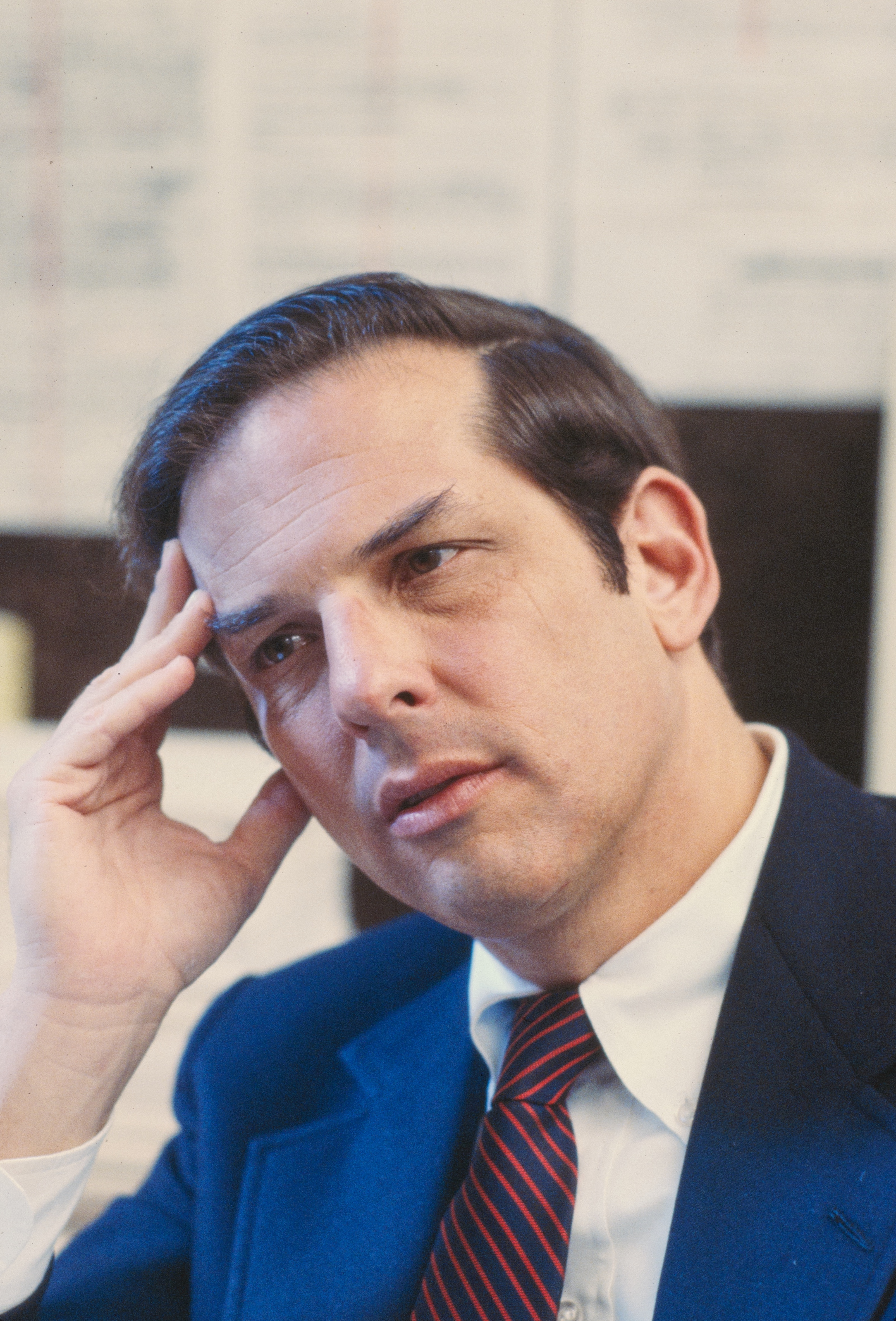
Caro en 1982

Caro pronunció un discurso para presentar al senador Ted Kennedy el segundo día de la Convención Nacional Demócrata de 2004.

## Obra

### The Power Broker
Caro pasó el año académico 1965-1966 como Nieman Fellow en la Universidad de Harvard. Durante una clase sobre planificación urbana y uso del suelo, volvió a él la experiencia de ver a Moses.

Estaban hablando un día sobre autopistas y dónde se construían ... y aquí estaban estas fórmulas matemáticas sobre la densidad de tráfico y la densidad de población y demás, y de repente me dije: "Esto es completamente erróneo. Esto no es por lo que se construyen las autopistas. Las autopistas se construyen porque Robert Moses quiere que se construyan allí. Si no descubres y explicas a la gente de dónde saca Robert Moses su poder, entonces todo lo demás que hagas va a ser deshonesto"

Para ello, en 1965 Caro comenzó a trabajar en una biografía de Moses, The Power Broker (esp. El Agente de Poder), que se convirtió asimismo en un estudio del tema favorito de Caro: la adquisición y el uso del poder. Caro esperaba tardar nueve meses en terminar el libro, pero en lugar de eso le llevó hasta 1974. El trabajo se basó en una extensa investigación y 522 entrevistas, incluidas siete entrevistas con el propio Moses, varias con Michael Madigan (que trabajó para Moses durante 35 años), y numerosas entrevistas con Sidney Shapiro (director general de Moses durante cuarenta años), así como entrevistas con hombres que trabajaron y conocieron al mentor de Moses, como el gobernador de Nueva York Al Smith. Durante el curso académico 1967-1968, Caro trabajó en el libro como Carnegie Fellow en la Escuela de Periodismo de la Universidad de Columbia.
Su esposa, Ina, fue su ayudante de investigación. Su trabajo de fin de carrera sobre el puente de Verrazzano-Narrows surgió de este trabajo. En un momento dado, Ina vendió la casa familiar y aceptó un trabajo como profesora para que Robert pudiera terminar el libro.
The Power Broker está ampliamente consideradocomo una obra fundamental de la biografía moderna por combinar una minuciosa investigación histórica con un fluido estilo narrativo. El éxito de este enfoque quedó patente en su capítulo sobre la construcción de la autopista Cross-Bronx, donde Caro informó de la controversia desde todos los ángulos, incluido el de los residentes del barrio. El resultado fue una obra de gran interés tanto literario como académico. Tras su publicación, Robert Moses respondió a la biografía en una declaración de 23 páginas en la que repudiaba el libro.

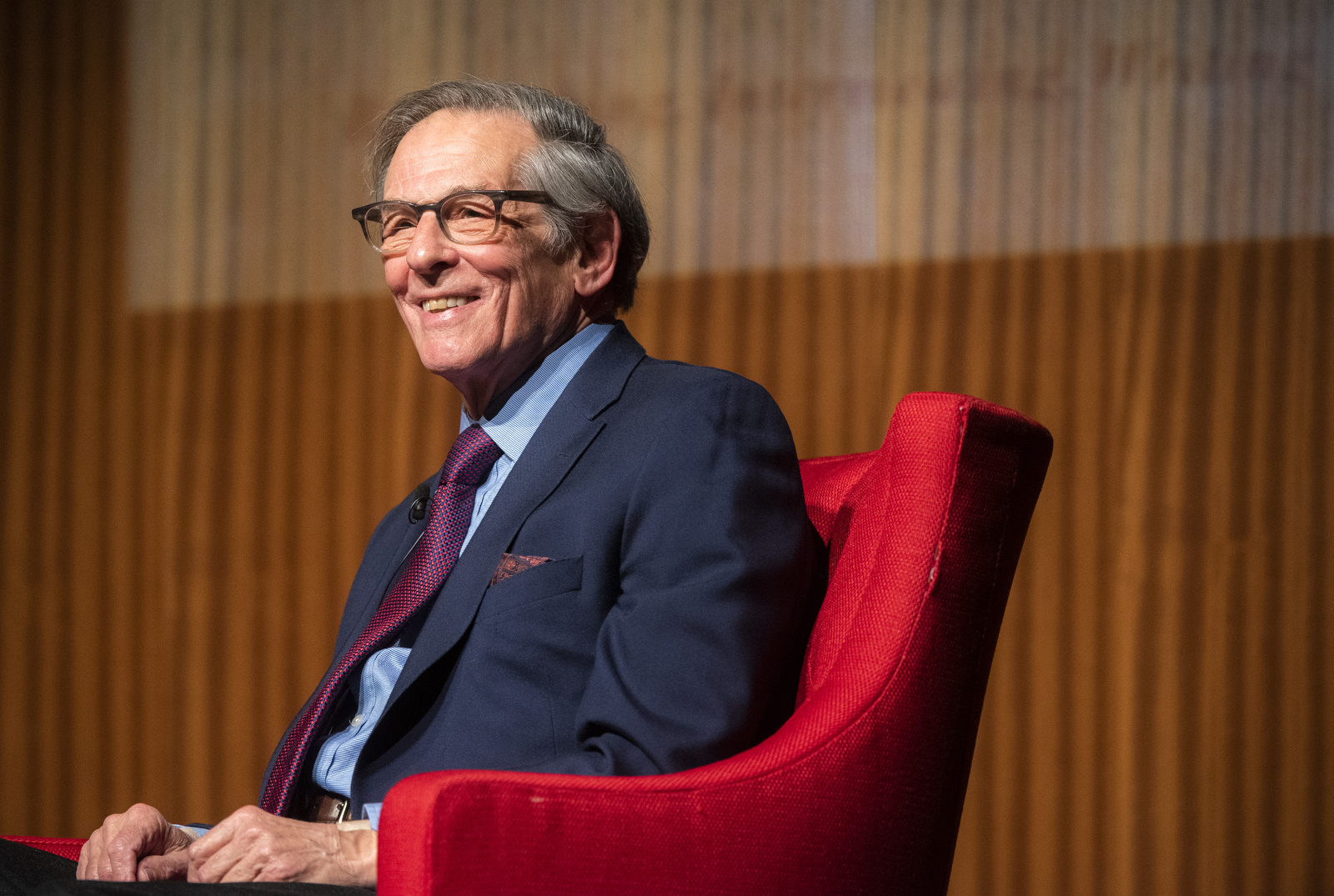
Caro en la Biblioteca Presidencial LBJ

### Los años de Lyndon Johnson
Tras The Power Broker, Caro pasó a trabajar en una monumental biografía  del presidente Lyndon B. Johnson, incompleta a día de 2024. En ella, Caro recorrió la vida de Johnson trasladándose temporalmente a la Texas rural y a Washington D. C., para comprender mejor la educación de Johnson y entrevistar a cualquiera que hubiera conocido a Johnson. La obra, titulada Los años de Lyndon Johnson, fue concebida originalmente como una trilogía, pero se proyecta que abarque cinco volúmenes:
1. The Path to Power (El Camino al Poder) (1982) cubre la vida de Johnson hasta su fallida campaña de 1941 para el Senado de los Estados Unidos.
2. Means of Ascent (Medios de Ascenso) (1990) comienza tras esa derrota y continúa hasta su elección para ese cargo en 1948.
3. Master of the Senate (Amo del Senado) (2002) narra el rápido ascenso y gobierno de Johnson como líder de la mayoría demócrata del Senado.
4. The Passage of Power (El Paso del Poder) (2012) detalla las elecciones de 1960, la vida de Lyndon Johnson como vicepresidente, el asesinato de JFK y los primeros meses de Johnson como presidente.
5. Un volumen final aún sin publicar, que cubrirá el resto de la presidencia de Johnson, incluyendo su lucha por los derechos civiles y la guerra de Vietnam.

En noviembre de 2011, Caro anunció que el proyecto completo se había ampliado a cinco volúmenes y que la redacción del quinto requeriría otros dos o tres años. El quinto libro tratará sobre Johnson y Vietnam, la Gran Sociedad y la era de los derechos civiles, la decisión de Johnson de no presentarse a la reelección en 1968 y su eventual jubilación. En enero de 2020, Caro había completado 600 páginas manuscritas mecanografiadas y estaba trabajando en una sección relacionada con la aprobación de Medicare en 1965. En una entrevista de 2017, Caro expresó su intención de embarcarse en breve en un viaje de investigación a Vietnam. En una entrevista con The New York Review of Books en enero de 2018, Caro indicó que no sabía cuándo estaría terminado el libro, mencionando entre dos y diez años.
Los libros de Caro retratan a Johnson como un personaje complejo y contradictorio: al mismo tiempo un oportunista intrigante y un progresista visionario. Caro sostiene, por ejemplo, que la victoria de Johnson en la segunda vuelta de 1948 para la nominación demócrata al Senado de Estados Unidos solo se logró mediante un amplio fraude y pucherazo electoral, aunque el propio Caro enmarca esto en las prácticas comunes de la época y en el contexto de la anterior derrota de Johnson en su carrera de 1941 para el Senado, donde el propio Johnson fue víctima de argucias similares. Caro también destaca algunas de las contribuciones a la campaña de Johnson, como las de la constructora tejana Brown and Root; en 1962, la empresa fue adquirida por otra tejana, Halliburton, que se convirtió en uno de los principales contratistas en la guerra de Vietnam. Además, Caro argumenta que Johnson recibió la Estrella de Plata en la Segunda Guerra Mundial por motivos políticos más que militares, y que posteriormente mintió a los periodistas y al público sobre las circunstancias por las que se le concedió. El retrato que Caro hace de Johnson también destaca sus luchas en favor de causas progresistas, como la Ley del derecho al voto, y su consumada habilidad para conseguir la promulgación de legislación progresista y a favor de los derechos civiles a pesar de la intensa oposición de los demócratas del sur.
Entre las fuentes cercanas al difunto presidente, la viuda de Johnson Lady Bird Johnson "habló con [Caro] varias veces y luego se detuvo abruptamente sin dar una razón, y Bill Moyers, secretario de prensa de Johnson, nunca ha consentido en ser entrevistado, pero la mayoría de los amigos más cercanos de Johnson, entre ellos John Connally y George Christian, último secretario de prensa de Johnson, que habló con Caro prácticamente en su lecho de muerte, sí han declarado."
Mientras escribía el libro, Caro leyó las obras del novelista León Tolstoi y del historiador Edward Gibbon, alternando entre ambos. "Existe casi la opinión de que si está bien escrito no puede ser buena historia", dijo a Mark Rozzo de Los Angeles Times en 2002. "En mi opinión, no es buena historia si no está bien escrita. La historia es una narración. La historia es un relato. Si no se cuenta una historia, no se es fiel a la historia." 

### Editor de sus propias obras
Los libros de Caro han sido publicados por Alfred A. Knopf, primero bajo la dirección del editor jefe Robert Gottlieb y luego por Sonny Mehta, "que se hizo cargo del proyecto Johnson -con entusiasmo- tras la marcha de Gottlieb en 1987". Gottlieb continuó como editor de los libros de Caro tras dejar Knopf y extrajo el volumen 2 de la biografía de Johnson en The New Yorker cuando era redactor jefe allí. Gottlieb, cinco años mayor que Caro, sugirió inicialmente el proyecto Johnson a Caro en 1974 con preferencia a la continuación prevista del volumen Moses, una biografía de Fiorello LaGuardia que luego se abandonó. El expresidente había fallecido recientemente y Caro ya había decidido, antes de reunirse con Gottlieb para tratar el tema, emprender la biografía del tejano; "quería escribir sobre el poder". "Tenemos esos increíbles intercambios airados, pero para mí siempre merece la pena", dijo Caro sobre su relación con Gottlieb. "A veces podemos pasarnos dos horas discutiendo si combinar dos párrafos."

### Proyectos futuros

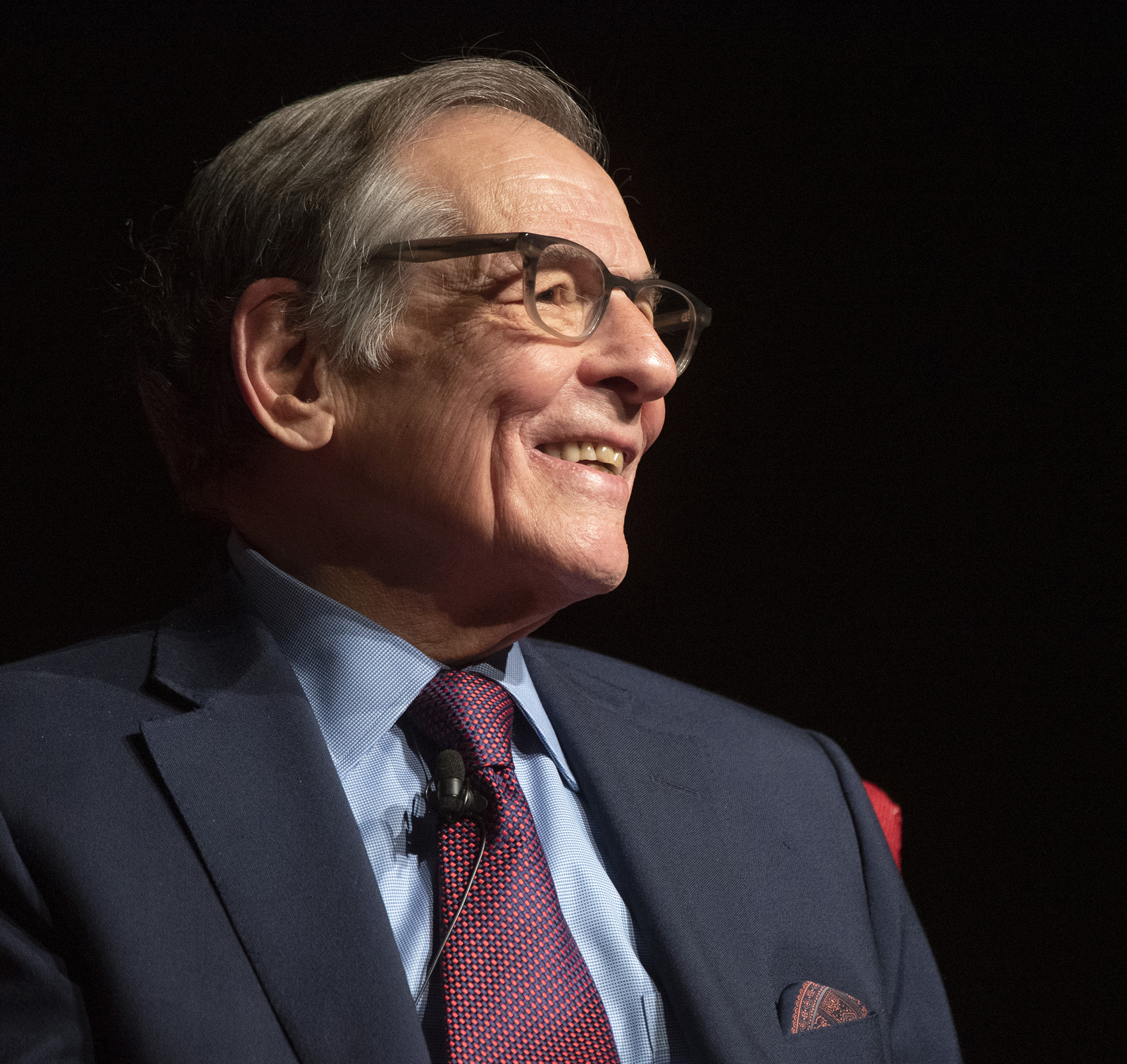
Caro en 2019

Caro ha expresado su esperanza de escribir unas "memorias a gran escala" después de terminar Los años de Lyndon Johnson. Su libro de 2019 Working ha sido descrito como un "semi-memoria" centrado en "la selección de observaciones de Caro... sobre las artes de investigar, entrevistar y escribir."
Cuando se le preguntó por otras obras que hubiera llevado a cabo, Caro respondió una biografía sobre Al Smith, comentando que "cuanto más aprendes sobre Al Smith, más te das cuenta de que probablemente sea la figura consecuente más olvidada de la historia de Estados Unidos."

### Proceso de escritura
Después de investigar durante años, Caro intenta "visualizar todo el libro hasta la última línea", colocando un esquema en una pizarra de corcho de seis metros antes de escribir el primer manuscrito como forma de evitar el bloqueo del escritor. Escribe varios borradores sucesivos a mano alzada en "blocs legales descontinuados, blancos con líneas estrechas", que Caro ha encargado en masa y guarda en East Hampton. Posteriormente, Caro mecanografía sus libros en Smith Corona Electra 210, que The New Republic calificó como "un modelo prácticamente sinónimo de él" Tras la publicación de El paso del poder en 2012, Caro poseía catorce Smith Coronas, que se redujeron a once en 2019, uno de los cuales, el que se utilizó al escribir El agente del poder, se expuso en 2021 en la Sociedad Histórica de Nueva York "Turn Every Page": Dentro del archivo de Robert A. Caro. Desde que se interrumpió la producción de estos, Caro utiliza su reserva para suministrar piezas cuando estos se estropean. Las máquinas de escribir le son suministradas por particulares que, al conocer su uso de las Smith Coronas, le envían las suyas. Otros particulares han intentado venderle a Caro las suyas, sin embargo él sólo responde a cartas ofreciéndoselas como regalo. Dado que Caro reescribe varias versiones de sus manuscritos antes de enviarlos para su publicación, prefiere un texto más audaz, lo que consigue utilizando cinta de algodón, en lugar del ahora común nailon. Como las primeras estaban descatalogadas, su esposa Ina encontró un proveedor que las fabricaba con la condición de que Caro encargara una docena de gross, es decir, 1728 unidades. Edita con el uso de lápices de dibujo rojo 314 Berol. Draughting pencils y lleva "un libro de contabilidad que registra cuántas palabras ha escrito frente a su estricto objetivo diario de 1000 palabras." Aunque ahora trabaja en una oficina, en un momento dado escribió "en el bosque ... en una choza, de 12×15 ... puesta sobre bloques de hormigón."

## Premios y honores
Por sus biografías de Robert Moses y Lyndon Johnson, Robert A. Caro ha ganado dos veces el Premio Pulitzer de Biografía, tres veces el Premio del Círculo Nacional de Críticos de Libros al mejor libro de no ficción del año, y prácticamente todos los demás galardones literarios importantes, incluidos dos Premios Nacionales del Libro (uno de ellos a la Trayectoria), la Medalla de Oro de la Academia Estadounidense de las Artes y las Letras, y el Premio Francis Parkman.
En octubre de 2007, Caro fue nombrado "Holtzbrinck Distinguished Visitor" en la Academia Americana de Berlín, Alemania, pero luego no pudo asistir.
En 2010, recibió la Medalla Nacional de Humanidades de manos del Presidente Obama, el máximo galardón en humanidades que se concede en Estados Unidos. En su discurso al final de la ceremonia, el presidente dijo: "Pienso en Robert Caro y en la lectura de The Power Broker cuando tenía 22 años y me quedé fascinado, y estoy seguro de que me ayudó a dar forma a mi forma de pensar sobre la política." En 2011, Robert Caro recibió el Premio BIO 2011 que conceden cada año los miembros de Biographers International "a un colega que hubiera hecho una contribución importante en el avance del arte y el oficio de la representación de la vida real"."
- 1964 – The Society of Silurians Award for outstanding achievement in the field of Public Service History for a series entitled "Misery Acres", exposing fraudulent real estate sales by mail
- 1964 – The Deadline Club for outstanding newspaper reporting
- 1965 – The Deadline Club for outstanding newspaper reporting
- 1965–1966 – Nieman W. Lucius Nieman Fellowship from Harvard University Nieman Foundation
- 1975 – Washington Monthly American Political Book Award (The Power Broker)
- 1975 – The Francis Parkman Prize awarded by the Society of American Historians to the book that best "exemplifies the union of the historian and the artist"[cita requerida] (The Power Broker)
- 1975 – The Pulitzer Prize for Biography (The Power Broker)[29]
- 1975 – AIA Special Citation
- 1982 – The National Book Critics Circle Award for Best Nonfiction Book of the Year (The Path to Power)
- 1983 – The Blue Pencil Award from the Columbia Daily Spectator
- 1983 – American Academy of Arts and Letters Award
- 1983 – The Carr P. Collins Award from the Texas Institute of Arts and Letters (The Path to Power)
- 1983 – The Mencken Award for the best book of 1982 (The Path to Power)
- 1986 – The Gold Medal in Biography from the American Academy of Art and Letters
- 1990 – The National Book Critics Circle Award for Best Nonfiction Book of the Year (Means of Ascent)
- 1991 – Washington Monthly American Political Book Award (Means of Ascent)
- 2002 – The Power Broker chosen by the Modern Library as one of the hundred greatest non-fiction books of the twentieth century
- 2002 – The National Book Award (Master of the Senate)[30]
- 2003 – The Los Angeles Times Book Award in Non-Fiction (Master of the Senate)
- 2003 – The Carl Sandburg Award in Literature (Master of the Senate)
- 2003 – The John Steinbeck Award in literature (Master of the Senate)
- 2003 – The Pulitzer Prize for Biography (Master of the Senate)[29]
- 2008 – Elegido miembro de la American Academy of Arts and Letters[31]
- 2009 – Elegido miembro de la American Academy of Arts and Sciences[32]
- 2010 – New York Writers Hall of Fame
- 2010 – The National Humanities Medal
- 2011 – The BIO Award from Biographers International Organization for advancing the art and craft of biography.[33]
- 2012 – National Book Award (Nonfiction), finalist, The Passage of Power: The Years of Lyndon Johnson[34]
- 2012 – National Book Critics Circle Award (Biography), finalist, The Passage of Power: The Years of Lyndon Johnson[35]
- 2012 – The Los Angeles Times Book Award in Non-Fiction (The Passage of Power)
- 2012 – The New York Historical Society American History Book Prize (The Passage of Power)
- 2012 – The Mark Lynton History Prize (The Passage of Power)
- 2012 – Norman Mailer Prize, Biography.[36]
- 2016 – The National Book Award (Lifetime Achievement)

## Vida privada
Tras graduarse en Princeton, Caro se casó con Ina Joan Sloshberg, que entonces aún era estudiante en Connecticut College. Los Caro tienen un hijo, Chase Arthur, y tres nietos, que viven en White Plains.
Caro ha descrito a su mujer como "todo el equipo" en sus cinco libros. Ella vendió su casa y aceptó un trabajo como profesora de escuela para financiar el trabajo en The Power Broker y es la única otra persona que llevó a cabo la investigación para sus libros.
Ina es autora de El camino del pasado: Viajando por la Historia en Francia (1996), un libro que Arthur Schlesinger, Jr. calificó, en la entrega de su doctorado honoris causa en Letras Humanas de The City University of New York en 2011, como "el compañero de viaje esencial . ... para todos los que aman Francia y su historia" El crítico de Newsweek Peter Prescott comentó: "Prefiero ir a Francia con Ina Caro que con Henry Adams o Henry James. La singular premisa de su inteligente y perspicaz libro es tan sorprendente que sorprende que a nadie se le haya ocurrido antes" Ina escribe con frecuencia sobre sus viajes por Francia en su blog, París al pasado. En junio de 2011, W. W. Norton publicó su segundo libro, París al pasado: Viajar en tren por la historia de Francia.
Robert Caro tenía un hermano menor, Michael, un gestor inmobiliario jubilado que falleció en 2018.
El hijo de Caro, Chase, fue inhabilitado en noviembre de 2007 tras declararse culpable de fraude en segundo grado por robar más de 750.000 dólares a tres antiguos clientes en el curso de transacciones inmobiliarias. En abril de 2008, fue condenado "a entre 2 años y medio y 7 años y medio de prisión" tras admitir haber robado 310.000 dólares destinados al fondo fiduciario de sus abuelos. Además, Caro "aceptó pagar una restitución de 1,1 millones de dólares, que también incluye fondos de un tercer robo." Todas sus sentencias fueron concurrentes. Desde 2012, Chase trabaja "en el negocio de la tecnología de la información".